# Famille von Wahl

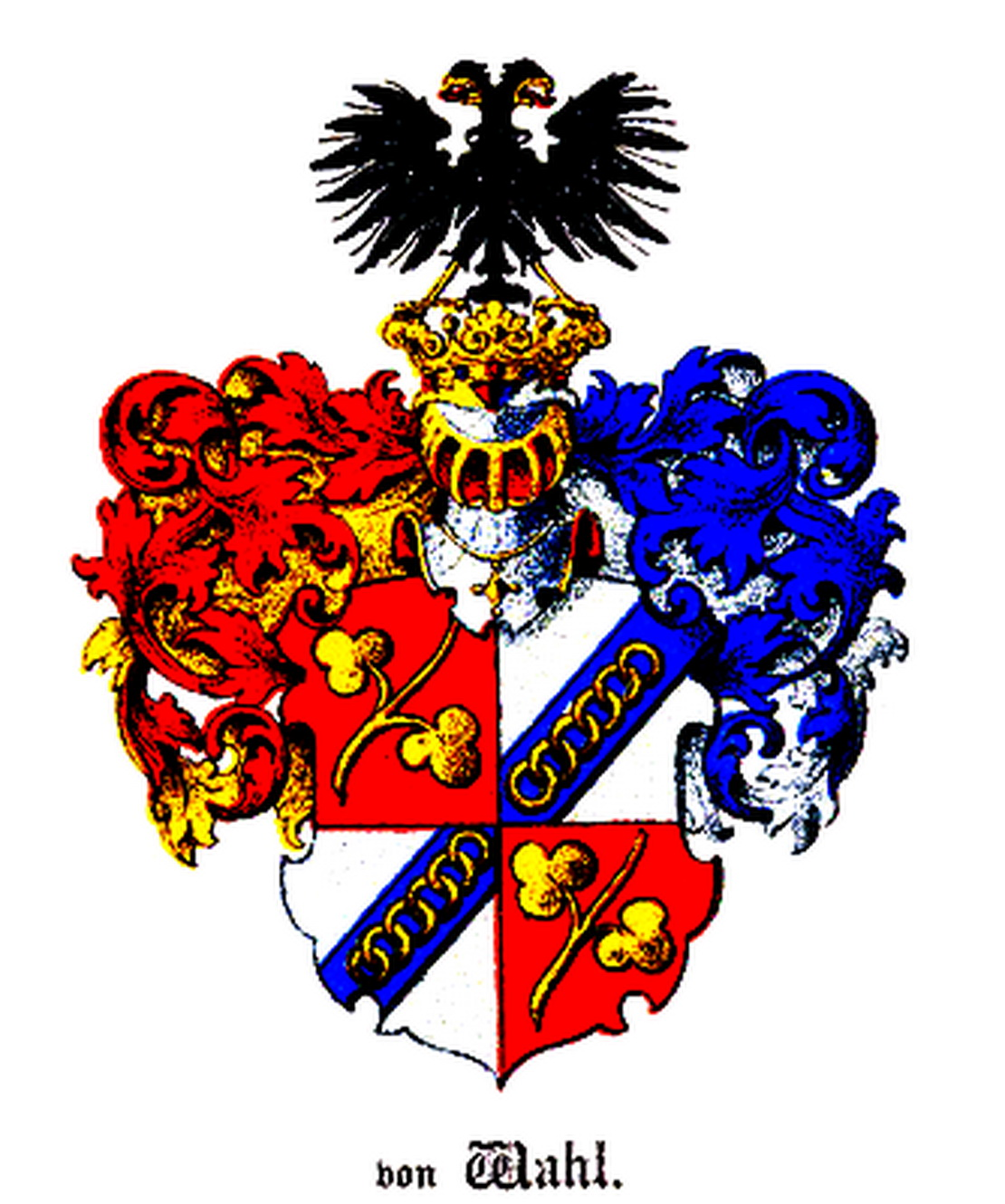
Armoiries de la famille von Wahl

La famille von Wahl est une famille de la noblesse allemande de la Baltique qui se distingua à l'époque de l'Empire russe.

## Histoire
La famille von Wahl descend de Johann Heinrich Wahl qui est inscrit sur les registres de la noblesse du gouvernement de Livonie en 1795.

## Personnalités
- Edgar de Wahl (1867-1948), linguiste
- Eduard Georg von Wahl (1833-1890), professeur de médecine, recteur de l'université de Dorpat
- Ernest Karl Woldemar von Wahl (1878-1949), major-général de l'armée impériale russe
- Nikolai Karl Otto von Wahl (1833-1904), homme politique
- Victor von Wahl (1840-1915), maire de Saint-Pétersbourg et gouverneur de Wilna

## Anciens domaines
- Château d'Annia, aujourd'hui en Estonie
- Château de Klein Zastrow, en Poméranie occidentale